# مستشفى العديسات التخصصي للأطفال
مستشفي العديسات التخصصي للأطفال هي مستشفي تقع في مدينة الطود، الأقصر، مصر.

## الوصف
يضم المستشفى كافة التخصصات الطبية للأطفال من جراحات وقساطر قلبية، وجراحات متقدمة، وعظام، وزراعة قوقعة للأطفال، ويتكون المستشفى من أرضى و3 أدوار متكررة، بسعة 105 أسرة، ويشمل 4 معامل تحاليل، وبنك دم، وقسم مناظير، و9 ماكينات للغسيل الكلوي، و19 سرير رعاية مركزة، وقسم للقسطرة القلبية، و17 عيادة خارجية. ويضم المستشفى كافة التخصصات الطبية للأطفال من جراحات وقساطر قلبية، وجراحات متقدمة، وعظام، وزراعة قوقعة للأطفال.
المستشفى متخصص في طب الأطفال، ويضم أقسام (القسطرة القلبية، القلب المفتوح، المناظير، العلاج الطبيعي، الغسيل الكلوي)، بطاقة استيعابية إجمالية 71 سرير، منهم 42 سرير داخلي، 26 سرير رعاية مركزة، و3 للأطفال المبتسرين، فضلًا عن 4 غرف للعمليات، 10ماكينات للغسيل الكلوي، بينما يوفر المستشفى 17 عيادة خارجية في تخصصات (الأطفال، الجراحة، الأنف والأذن، قلب الأطفال، الباطنة، العظام، الكُلى، جراحة القلب والصدر، الجهاز الهضمي، جراحة الأطفال، جراحة عظام الأطفال، جراحة مواليد ومبتسرين، موجات صوتية على القلب، أشعة تلفزيونية ومقطعية، أشعة سينية وسونار، إيكو، التخاطب).